# Richter Aladár
Richter Aladár (Rimaszombat, 1868. január 5. – Budapest, 1927. június 11.) botanikus, egyetemi tanár, 1911-től az MTA levelező tagja.

## Életpályája
1868. január 5-én született a Gömör és Kishont vármegyei Rimaszombatban.
1890-ben a Budapesti Tudományegyetemen növénytanból bölcsészdoktori és tanári oklevelet szerzett, majd 1891-től Versecen reáliskolai tanár lett.
Tanulmányait 1891–92-ben külföldi egyetemeken folytatta, majd a göttingeni egyetem hívta meg asszisztensnek, de ő a Kolozsvári Magyar Királyi Ferenc József Tudományegyetem tanársegédi állását választotta.
1893-tól Aradon, 1895-től pedig Budapesten volt gimnáziumi tanár, 1896–97-ben azonban újabb külföldi tanulmányokat folytatott.
Hazatérve Budapesten lett egyetemi magántanár, 1898-ban az Magyar Nemzeti Múzeum Növénytárának vezetője, 1899-ben a kolozsvári egyetemen az általános növénytan helyettes, 1901-ben rendes tanára és az Erdélyi Múzeum könyvtári osztályának igazgatója lett.
Kolozsváron botanikai múzeumot és az egyetemen új, általános növénytani intézetet létesített. 
1913-ban vonult nyugalomba.
1927. június 11-én Budapesten érte a halál. Sírja a  Fiumei úti sírkertben található. 

## Munkássága
Tudományos munkásságában az élettani növényanatómiai irányzatot képviselte. Jelentősek növényszövettani kutatásai is.
Tudományos munkássága és oktató tevékenysége mellett kultúrpolitikai kérdésekkel, főleg egyetemi intézetek, múzeumok, botanikus kertek létesítésével és fejlesztésével foglalkozott.

## Főbb munkái
- Über die Blattstruktur der Gattung Cecropia (Stuttgart 1898)
- Adatok a Marcgraviaceae és az Aroideae physiologiai-anatómiai és systematikai ismeretéhez (Természetrajzi Füz. 1899. 22.)
- Physiologisch-anatomische Untersuchungen über Luftwurzeln (Stuttgart, 1900)
- Egy magyar természetbúvár útinaplójából (I – II., Kolozsvár, 1904 – 05)
- A kolozsvári magyar kir. Ferenc József tudományegyetem növénytani intézete és botanikus kertje, 1872 – 1904 (Kolozsvár, 1905)
- Phylocenetisch-taxonomische und physiologísch-anatomische Studien über Schizaea (Mathematische und Naturwissenschaftliche Berichte, 1915. 30.)
- Borneo egy új Schizaeaja és a vele rokonfajok physiologiai anatómiája (Mathem. Term. tud. Ért. 1915. 33. sz.)
- Összehasonlító alkat és fejlődéstani vizsgálatok a Marcgraviacea- levelek… (Mathem. Term, tud. Közl. 1917. 35. sz.); A víztartószövet, s az élettani felemáslevelűség némely esete (Mathem. Term. tud. Közl. 1916. 33.)
- A természetbúvár Apáthy István kortörténeti jelentősége a tudományban és politikában (Bp., 1923)